# Asociace národních olympijských výborů
Asociace národních olympijských výborů (ANOV, francouzsky: Association des comités nationaux olympiques, anglicky: Association of National Olympic Committees, ANOC) je organizace sídlící v Lausanne ve Švýcarsku. K ANOV patří 206 národních olympijských výborů uznané Mezinárodním olympijským výborem a 8 národních olympijských výborů, které nejsou uznány Mezinárodním olympijským výborem, ale jsou uznané kontinentálními sdruženími a jsou jeho přidruženými členy.
ANOV byla založena 26. června 1979, během Valného shromáždění MOV v San Juan v Portoriku. Cílem organizace je, aby MOV řídila všeobecné záležitosti národních olympijských výborů a poskytovala jim podporu, radu, spolupráci a doporučení pro jejich rozvoj. Jejím prvním prezidentem byl mexikánec Mario Vázquez Raña, a to od roku 1979 až do roku 2012. Jejím sídlem bylo od roku 1982 v Paříži a v roce 2010 se přestěhovala do švýcarského Lausanne.
Od roku 2012 je její prezidentem kuvajtský šejk Ahmed Al-Fahad Al-Sabah.

## Předsedové a prezidenti ANOV
- Mario Vázquez Raña (26. června 1979 – 13. dubna 2012)
- Ahmed Al-Fahad Al-Sabah (13. dubna 2012 – současný předseda)

## Kontinentální asocicace
Její členové jsou přidruženi k jedné z pěti kontinentálních asociací:
| Kontinent | Kontinentální asociace                        | Založeno |
| --------- | --------------------------------------------- | -------- |
| Afrika    | Sdružení národních olympijských výborů Afriky | 1981     |
| Amerika   | Panamerická sportovní organizace              | 1940     |
| Asie      | Asijská olympijská rada                       | 1982     |
| Evropa    | Evropský olympijský výbor                     | 1968     |
| Oceánie   | Oceánské národní olympijské výbory            | 1981     |